# Bilal Belhimer
Bilal Belhimer (in arabo بلال بلحيمر‎?; 21 gennaio 1992) è un judoka algerino.

## Palmarès
- Campionati africani

Tunisi 2018: bronzo nei -100kg.